# امو (موسیقی‌دان)
امو (انگلیسی: Ammo؛ زادهٔ ۱۴ مهٔ ۱۹۸۷) یک تهیه‌کننده موسیقی و ترانه‌سرای موسیقی پاپ است.